# Heliothela ophideresana
Heliothela ophideresana là một loài bướm đêm thuộc họ Crambidae. Loài này có ở Nam Phi và ở Úc, ở đó nó has been caught in Queensland.
Sải cánh dài khoảng 15 mm.